# Maréchal de Normandie
Le maréchal de Normandie était un haut dignitaire du duché de Normandie pendant la période ducale puis royale, et membre de la cour du duc. Comme le roi de France, certains des pairs laïcs avaient leur maréchal et d'autres officiers à leur service (sénéchal, connétable, vidame, etc.).

## Historique
À son origine, le maréchal a un rôle d'intendance sur les chevaux du duc de Normandie.

## Liste des maréchaux de Normandie
- 1205 - : Guillaume, seigneur d'Auvrecher et d'Angerville
- 1357-1358 : Robert de Clermont
- 1358-1365 : Jean (II) de la Ferté-Fresnel, baron de La Ferté-Fresnel
- 1365 : Jean (II) de la Ferté-Fresnel et Claudin d'Hellenvilliers
- Jean (III) de la Ferté-Fresnel, fils du précédent
- Guillaume Crespin ou du Bec-Crespin, seigneur du Bec et de Mauny, sénéchal de Normandie épouse Jeanne d'Auvrecher, dont Jeanne, épouse du suivant[1]:
- 1451-1460 : Pierre de Brézé (1412-1465), seigneur de la Varenne et Brissac, comte de Maulévrier, maréchal héréditaire de Normandie et grand sénéchal à cause de sa femme Jeanne du Bec-Crespin, dame du Bec et de Mauny, fille du précédent. La fonction de grand sénéchal fut rétablie en sa faveur en 1451, après la fin de la domination anglaise sur la Normandie [2] ;
- 1460-1464 : Louis d'Estouteville (1400-1464) [3]
- 1475-1494 : Jacques de Brézé (1440-1494), comte de Maulévier, seigneur du Bec-Crespin et de Mauny, maréchal de Normandie et grand sénéchal, fils du précédent.